# Premios de la J. League

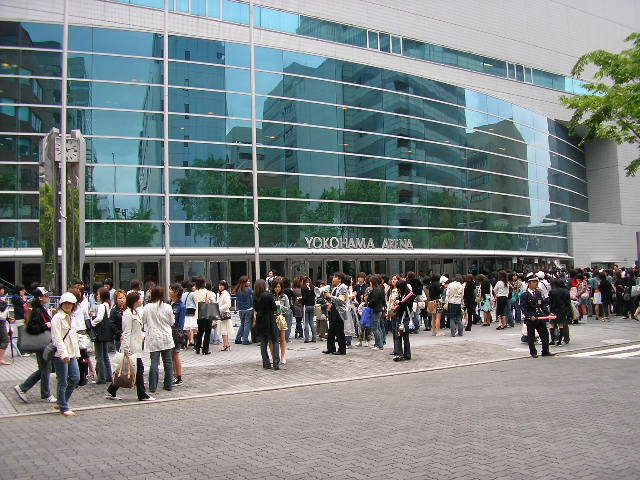
Yokohama Arena.

Los Premios de la J. League (en inglés, J. League awards), son distinciones otorgadas por la Japan Professional Football League a los mejores del año de la J-League en distintas categorías, los galardones se entregan en una gala especial que se celebra todos los años en el mes de diciembre, al final de la temporada.
Los premios más importantes son el galardón al jugador más valioso (MVP) de la temporada, al mejor entrenador del año y al mejor jugador joven de la liga.
Por lo general, la ceremonia de premiación tiene lugar en el Yokohama Arena.

## Jugador más valioso - MVP
El premio al futbolista del año en Japón es otorgado al mejor jugador del año de la J. League.
| Edición | Nacionalidad | Futbolista          | Club                 |
| ------- | ------------ | ------------------- | -------------------- |
| 1993    | Japón        | Kazuyoshi Miura     | Verdy Kawasaki       |
| 1994    | Brasil       | Luiz Carlos Pereira | Verdy Kawasaki       |
| 1995    | Yugoslavia   | Dragan Stojković    | Nagoya Grampus Eight |
| 1996    | Brasil       | Jorginho            | Kashima Antlers      |
| 1997    | Brasil       | Dunga               | Júbilo Iwata         |
| 1998    | Japón        | Masashi Nakayama    | Júbilo Iwata         |
| 1999    | Japón        | Alessandro Santos   | Shimizu S-Pulse      |
| 2000    | Japón        | Shunsuke Nakamura   | Yokohama F. Marinos  |
| 2001    | Japón        | Toshiya Fujita      | Júbilo Iwata         |
| 2002    | Japón        | Naohiro Takahara    | Júbilo Iwata         |
| 2003    | Brasil       | Emerson             | Urawa Red Diamonds   |
| 2004    | Japón        | Yuji Nakazawa       | Yokohama F. Marinos  |
| 2005    | Brasil       | Araújo              | Gamba Osaka          |
| 2006    | Japón        | Marcus Tulio Tanaka | Urawa Red Diamonds   |
| 2007    | Brasil       | Robson Ponte        | Urawa Red Diamonds   |
| 2008    | Brasil       | Marquinhos          | Kashima Antlers      |
| 2009    | Japón        | Mitsuo Ogasawara    | Kashima Antlers      |
| 2010    | Japón        | Seigo Narazaki      | Nagoya Grampus       |
| 2011    | Brasil       | Leandro Domingues   | Kashiwa Reysol       |
| 2012    | Japón        | Hisato Satō         | Sanfrecce Hiroshima  |
| 2013    | Japón        | Shunsuke Nakamura   | Yokohama F. Marinos  |
| 2014    | Japón        | Yasuhito Endō       | Gamba Osaka          |
| 2015    | Japón        | Toshihiro Aoyama    | Sanfrecce Hiroshima  |
| 2016    | Japón        | Kengo Nakamura      | Kawasaki Frontale    |
| 2017    | Japón        | Yu Kobayashi        | Kawasaki Frontale    |
| 2018    | Japón        | Akihiro Ienaga      | Kawasaki Frontale    |
| 2019    | Japón        | Teruhito Nakagawa   | Yokohama F. Marinos  |

## Mejor jugador joven
El premio al mejor jugador joven del año es otorgado por la J. League al jugador novato más destacado de la temporada. Para ser considerado un novato, hay algunos criterios para cumplir con:
- El jugador debe estar en su primer año como futbolista profesional.
- El jugador debe haber jugado más de la mitad de la temporada.
- A la fecha del 2 de abril de la presente temporada, el jugador debe ser menor de 21 años.
- Quien ya ha obtenido este premio, está excluido de ganarlo nuevamente.

El jugador más joven en obtener el premio es Takayuki Morimoto, que ganó el premio en 2004 a la edad de 16 años.
| Edición | Nacionalidad | Futbolista           | Club                | Posición |
| ------- | ------------ | -------------------- | ------------------- | -------- |
| 1993    | Japón        | Masaaki Sawanobori   | Shimizu S-Pulse     | MD       |
| 1994    | Japón        | Kazuaki Tasaka       | Bellmare Hiratsuka  | MD       |
| 1995    | Japón        | Yoshikatsu Kawaguchi | Yokohama Marinos    | A        |
| 1996    | Japón        | Toshihide Saito      | Shimizu S-Pulse     | DF       |
| 1997    | Japón        | Atsushi Yanagisawa   | Kashima Antlers     | DEL      |
| 1998    | Japón        | Shinji Ono           | Urawa Red Diamonds  | MD       |
| 1999    | Japón        | Yuji Nakazawa        | Verdy Kawasaki      | DF       |
| 2000    | Japón        | Kazuyuki Morisaki    | Sanfrecce Hiroshima | DF       |
| 2001    | Japón        | Koji Yamase          | Consadole Sapporo   | MD       |
| 2002    | Japón        | Keisuke Tsuboi       | Urawa Red Diamonds  | DF       |
| 2003    | Japón        | Daisuke Nasu         | Yokohama F. Marinos | DF       |
| 2004    | Japón        | Takayuki Morimoto    | Tokyo Verdy 1969    | DEL      |
| 2005    | Japón        | Robert Cullen        | Júbilo Iwata        | DEL      |
| 2006    | Japón        | Jungo Fujimoto       | Shimizu S-Pulse     | MD       |
| 2007    | Japón        | Takanori Sugeno      | Yokohama FC         | A        |
| 2008    | Japón        | Yoshizumi Ogawa      | Nagoya Grampus      | MD       |
| 2009    | Japón        | Kazuma Watanabe      | Yokohama F. Marinos | DEL      |
| 2010    | Japón        | Takashi Usami        | Gamba Osaka         | MD       |
| 2011    | Japón        | Hiroki Sakai         | Kashiwa Reysol      | DF       |
| 2012    | Japón        | Gaku Shibasaki       | Kashima Antlers     | MD       |
| 2013    | Japón        | Takumi Minamino      | Cerezo Osaka        | DEL      |
| 2014    | Brasil       | Caio                 | Kashima Antlers     | MD       |
| 2015    | Japón        | Takuma Asano         | Sanfrecce Hiroshima | DEL      |

## Entrenador del año
El premio al mejor entrenador del año de la J. League está basado en su rendimiento durante la temporada. El premio no significa necesariamente que se entregue al técnico del equipo campeón, aunque durante los últimos años, ha sido así el caso.

(♦) coincide con el equipo campeón de liga.
| Edición | Nacionalidad | Técnico             | Club                    |
| ------- | ------------ | ------------------- | ----------------------- |
| 1993    | Japón        | Yasutaro Matsuki    | Verdy Kawasaki (♦)      |
| 1994    | Japón        | Yasutaro Matsuki    | Verdy Kawasaki (♦)      |
| 1995    | Francia      | Arsène Wenger       | Nagoya Grampus Eight    |
| 1996    | Brasil       | Nicanor de Carvalho | Kashiwa Reysol          |
| 1997    | Brasil       | João Carlos         | Kashima Antlers         |
| 1998    | Argentina    | Osvaldo Ardiles     | Shimizu S-Pulse         |
| 1999    | Inglaterra   | Steve Perryman      | Shimizu S-Pulse         |
| 2000    | Japón        | Akira Nishino       | Kashiwa Reysol          |
| 2001    | Japón        | Masakazu Suzuki     | Júbilo Iwata            |
| 2002    | Japón        | Masakazu Suzuki     | Júbilo Iwata (♦)        |
| 2003    | Japón        | Takeshi Okada       | Yokohama F. Marinos (♦) |
| 2004    | Japón        | Takeshi Okada       | Yokohama F. Marinos (♦) |
| 2005    | Japón        | Akira Nishino       | Gamba Osaka (♦)         |
| 2006    | Alemania     | Guido Buchwald      | Urawa Red Diamonds (♦)  |
| 2007    | Brasil       | Oswaldo de Oliveira | Kashima Antlers (♦)     |
| 2008    | Brasil       | Oswaldo de Oliveira | Kashima Antlers (♦)     |
| 2009    | Brasil       | Oswaldo de Oliveira | Kashima Antlers (♦)     |
| 2010    | Serbia       | Dragan Stojković    | Nagoya Grampus (♦)      |
| 2011    | Brasil       | Nelsinho Baptista   | Kashiwa Reysol (♦)      |
| 2012    | Japón        | Hajime Moriyasu     | Sanfrecce Hiroshima (♦) |
| 2013    | Japón        | Hajime Moriyasu     | Sanfrecce Hiroshima (♦) |
| 2014    | Japón        | Kenta Hasegawa      | Gamba Osaka (♦)         |
| 2015    | Japón        | Hajime Moriyasu     | Sanfrecce Hiroshima (♦) |